# Old Man Markley
Old Man Markley is een a Amerikaanse band uit Los Angeles, Californië die bluegrass en punkmuziek speelt. De band werd opgericht in 2007 en bestaat uit John Carey (zang, gitaar), Annie DeTemple (autoharp, zang), Jeff Fuller (drums), Joey Garibaldi (basgitaar, zang), Ryan Markley (wasbord), John Rosen (banjo, zang), en Katie Weed (fiddle). Sinds 2010 staat de band onder contract bij het label Fat Wreck Chords.

## Geschiedenis
De band werd opgericht eind 2007 in San Fernando Valley in Los Angeles. De band werd vernoemd naar de wasbordspeler van de band zelf (en voormalige drummer voor Angel City Outcasts), genaamd Ryan Markley. Old Man Markley speelde zijn eerste show in 2008 in Old Towne Pub, een bar in de voorstad Pasadena. Het debuutalbum van Old Man Markley was getiteld Guts n' Teeth en werd uitgegeven op 18 januari 2011 via Fat Wreck Chords.

## Leden
- John Carey - gitaar, zang
- Annie DeTemple - autoharp, zang
- Jeff Fuller - drums
- Joey Garibaldi - basgitaar, zang
- Ryan Markley - wasbord
- John Rosen - banjo
- Katie Weed - fiddle

## Discografie
| Jaar | Titel                 | Label            | Soort       |
| ---- | --------------------- | ---------------- | ----------- |
| 2010 | For Better, For Worse | Fat Wreck Chords | single      |
| 2011 | Guts n' Teeth         | Fat Wreck Chords | studioalbum |
| 2011 | Party Shack           | Fat Wreck Chords | single      |
| 2012 | Blood on My Hands     | Fat Wreck Chords | single      |
| 2013 | Down Side Up          | Fat Wreck Chords | studioalbum |
| 2014 | Stupid Today          | Fat Wreck Chords | single      |